# Acraea ruperti
Acraea ruperti är en fjärilsart som beskrevs av O'neil 1919. Acraea ruperti ingår i släktet Acraea och familjen praktfjärilar. Inga underarter finns listade i Catalogue of Life.